# Lezuza
Lezuza è un comune spagnolo situato nella comunità autonoma di Castiglia-La Mancia.
Il comune comprende, oltre al capoluogo omonimo, le località di Tiriez, La Yunquera, Vandelaras de Arriba e Vandelaras de Abajo.